# 九門法律相談所
『九門法律相談所』（くもんほうりつそうだんじょ）とは、1993年から1999年まで日本テレビ系「火曜サスペンス劇場」で放送されたテレビドラマシリーズ。全11回。原作は和久峻三。主演は山﨑努。
タイトルは『九門法律相談所』であり、『九門法律事務所』でない点に注意。

## キャスト

### 九門法律相談所
九門耕作
演 - 山﨑努
弁護士。検事出身のいわゆる「ヤメ検」である。検事時代は「鬼検事」と呼ばれ高検の検事まで勤めたが事件関係者の女性と関係を持った事で辞職し、さらに妻と離婚した。検事時代の優秀なキャリアにもかかわらず、法律専門学校の講師を兼ねながら、一般の法律相談に応ずる生活を送る。プライベートではヤメ検の弁護士仲間で結成された草野球チームに所属しており、暇な時は相談所の外でバットを素振りしていることがある。当初はマンション住まいだったが、のちにビルの屋上にある粗末な相談所に住みこむようになる。相談所そのものも当初は雑居ビルに入居していた。
前園梅子
演 - 阿知波悟美（第3作 - 第5作・第7作 - 第11作）
事務員。司法試験に連続で失敗し続けている。
吉田文助
演 - 佐藤丈樹（第4作 - 第9作）
弁護士。当初は九門が講師をしていた法律学校の教え子であり、司法試験受験生だった。大手法律事務所に移籍するが九門法律相談所に戻る。第10作では九門法律相談所を退職している。

### その他
九門恵
演 - 中村あずさ（第1作）、床嶋佳子（第2作 - 第10作）
耕作の娘で弁護士。離婚によって母が不幸な境遇となったことから、はじめは父を恨んでいた。のちに父を尊敬するようになるが、時に法廷で耕作と対決することもある。大手法律事務所に務めていたが、父の影響からか、そこを辞めて刑事事件や冤罪問題を扱うようになる。第8作から九門法律相談所に間借りし、「九門恵法律事務所」を併設する。
藤井
演 - 佐古正人（第9作 - 第11作）
検事。

### ゲスト
第1作「離婚」（1993年）
- 蔦野雅枝 - 原日出子
- 檪瑛子 - 高島礼子
- 蔦野徹（米国在住の雅枝の夫） - 西田健
- 寺田 - 勝部演之
- 渡辺 - 三谷昇
- 相川義治 - 藤木悠
- 高城淳一、佐古雅誉、奥野匡、加島潤

第2作「高価なツケ」（1994年）
- 三田真紀子（クラブのママ） - 室井滋
- 壇妙子 - 田島令子
- 壇博之（クラブの客） - 井上倫宏
- 壇和彦 - 藤田宗久
- 林（刑事） - 河原さぶ
- 壇琴枝（博之の母） - 佐々木すみ江
- 三谷昇、佐々木敏、野村昇史

第3作「失踪宣告」（1995年）
- 武内香代子（花屋店主） - 美保純
- 武内琢治（花屋店員・香代子の再婚相手） - 石橋保
- 植田保輝（香代子の元夫・8年前失踪） - 中島久之
- 裁判官 - 佐々木敏
- 白木（刑事） - 竹本純平
- 植田治雄 - 坂本長利
- 佐々木一郎 - 加藤純平
- 間官（検事） - 中川謙二

第4作「目撃者」（1995年）
- 白井義正（検事） - 渡辺いっけい
- 山下直子 - 山口美也子
- 山下紳介 - 北見敏之
- 佐野（検事） - 佐古正人
- 村田（刑事） - 森下哲夫
- 西岡和夫 - 井上高志
- 間宮（検事正） - 仙波和之
- 裁判長 - 野村昇史
- 高木（刑事） - 水島新太郎
- 金森 - 加島潤
- 清水（本部長） - 羽生昭彦
- 管理人 - 小森英明
- 青年 - 石原直哉

第5作「飛べない小鳥たち」（1996年）
- 検事 - 安崎求
- 三浦浩一、武田久美子、清水善三、小栗雅弘、長岡尚彦、村岡英美

第6作「浪費された愛」（1996年）
- 杉田菜子（杉田の妻） - 余貴美子
- 岡田善蔵 - 織本順吉
- 検察官 - 伊藤洋三郎
- 杉田啓一 - 世古陽丸
- 秦洋子 - 横尾香代子
- 杉田浩太郎（創業2代目社長・2週間前失踪） - 坂西良太
- 沢井みゆき - 春木みさよ
- 富岡（刑事） - 山西道広
- 梶間 - 趙方豪
- 原田 - 木下浩之
- 宝石商 - 松崎洋二
- 山下薫 - 伊奈由美子
- 検事正 - 仙波和之
- 三田真紀子 - 室井滋
- サード長嶋

第7作「自白」（1997年）
- 坂木厳（ヤクザ） - 大杉漣
- 今村（刑事） - 井上博一
- 岡野（検事） - 佐古正人
- 唐沢誠一（唐沢の息子） - 渡辺力
- 唐沢幸枝 - 麻志奈純子
- 矢部浩一（誘拐犯） - 谷川俊
- 須藤武（誘拐犯） - 鼓太郎
- 金井 - 松崎洋二
- 大辻（弁護士） - 渡辺穣
- 市川（刑事） - 木下ほうか
- 川村（判事） - 佐々木敏
- 唐沢麻男（弁護士・九門の親友） - 江守徹

第8作「二人の女」（1998年）
- 長谷川（熱川警察署 刑事） - 木下ほうか
- 青木（検事） - 須藤正裕
- 神谷 - 石井洋祐
- 鍵谷（刑事） - 荒川大三郎
- 稲垣義春（明紀の別居中の夫） - 石田登星
- 黒木香容子（明紀の妹） - 麻生真宮子
- 老医者 - 飯島大介
- 政義（義春の父） - 高木二郎
- 吉原（証言者） - 平光琢也
- 稲垣順子（明紀の娘） - 島田茄穂
- 精神科医 - 水町重範
- 稲垣明紀（九門恵の高校時代の同級生） - 秋本奈緒美
- 西初恵

第9作「沈黙の裁き」（1999年）
- 植野夏子（植野の妹・元看護婦） - 中島ひろ子
- 深沢（刑事） - 竹本純平
- 砂川（弁護士） - 今福将雄
- 植野春子（植野の母） - 池田道枝
- 山沢啓子（山沢の妻） - 中上ちか
- 松田（判事） - 佐々木敏
- 山沢史朗（山沢クリニック 院長） - 山口真司
- 井出和雄（植野と共同で商売をしていた男） - 伊藤洋三郎
- 植野恵一（刑務所を出所したばかりの男） - 梨本謙次郎

第10作「大切な人」（1999年）
- 根元晴香（美鈴の店の従業員） - 中島唱子
- 鈴木一也（10年前の本間浩一殺人事件の容疑者） - 伊東貴明
- 上田美鈴（九門の事務所の大家） - 中原早苗
- 本間英子（浩一と正治の母） - 柳川慶子
- 深沢（判事） - 野村昇史
- 小倉（焼鳥屋） - でんでん
- 本間望（正治の娘） - 足助美岐子
- 本間浩一（税理士事務所経営者・10年前の鈴木の保護司・10年前撲殺） - 山田佳伸
- 本間正治（浩一の弟・浩一の殺人事件後に事故死） - 望月栄希
- 本間江梨子（本間ネットワークサービス 社長・浩一の妻） - 高橋恵子

第11作「出世払い裁判」（1999年）
- 村川笑子（小料理屋「上総」女将） - 伊藤蘭
- 大友記良（金融業「ローンズフェアウェイ」経営者・笑子の元同棲相手） - 菊池隆則
- 手塚篤信（古美術商） - 本田博太郎
- 伊藤（判事） - 佐々木敏
- 志村六郎（金融業者） - 坂田雅彦
- 山本穣次（弁護士） - 渡辺穣
- 小宮（刑事） - 脇坂奎平
- 友子（金融業「ローンズフェアウェイ」事務員） - 松本あまり
- 石岡（弁護士） - 小川隆市
- お松（担ぎ屋） - 高山千草
- 喜代美の客 - 棟里佳
- 尾崎（刑事） - かのう修平
- 根本喜代美（人生相談所の主人） - 野際陽子

## スタッフ
- 原作 - 和久峻三
- 企画 - 長富忠裕、酒井浩至
- 脚本 - 国弘威雄、吉田剛、佐伯俊道、金沢敏夫、三浦浩児、長田康、日暮裕一
- 音楽 - 福井峻（第1作）、大谷和夫（第2作 - 第7作）、吉川清之（第8作 - 第11作）
- 監督 - 三村晴彦、前田陽一、下村優、小笠原佳文、黒沢直輔、村田忍
- チーフプロデューサー - 重松修、佐藤敦
- プロデューサー - 田辺昌一、瀬島光雄
- 製作著作 - 日本映像
- 制作 - 日本テレビ

## 放送日程
- サブタイトルは放送当時の新聞発表による。

| 話数 | 放送日         | サブタイトル                                                                  | 原作                                         | 脚本            | 監督       | 視聴率 |
| ---- | -------------- | ----------------------------------------------------------------------------- | -------------------------------------------- | --------------- | ---------- | ------ |
| 1    | 1993年11月23日 | 離婚 〜妻から離婚されたバツイチ弁護士が夫から不当に離婚された女を救えるか？〜 | 『逃げる死体』                               | 国弘威雄        | 三村晴彦   | 14.7%  |
| 2    | 1994年08月23日 | 高価なツケ 〜鎌倉海岸遺産相続殺人！48万円の愛情と4億円の憎悪〜                | 「女の100日間の挑戦」 （『逃げる死体』所収） | 吉田剛          | 前田陽一   | 20.1%  |
| 3    | 1995年08月22日 | 失踪宣告 〜妻の再婚を妨害する幽霊にされた夫の身勝手な言い分〜                 | 『失踪宣告』                                 | 佐伯俊道        | 前田陽一   | 16.9%  |
| 4    | 12月12日       | 目撃者 〜娘の恋人は殺人容疑者の無実の叫びを無視した正義の人〜                 | 『眠らない目撃者』                           | 佐伯俊道        | 下村優     | 15.6%  |
| 5    | 1996年06月11日 | 飛べない小鳥たち 〜ホステス殺人に絡んだ三組の親と子の不思議〜                 | 『犯人の画かなかった絵』                     | 金沢敏夫        | 小笠原佳文 | 17.8%  |
| 6    | 11月26日       | 浪費された愛 〜死んだ夫が愛妻に残した借金と愛人と夫殺しの汚名〜               | 『悪女の泪』                                 | 三浦浩児 長田康 | 黒沢直輔   | 17.6%  |
| 7    | 1997年06月10日 | 自白 〜死体なき誘拐殺人事件－父に届け、不出来な息子の心の叫び〜               | 『自白』                                     | 日暮裕一        | 黒沢直輔   | 16.8%  |
| 8    | 1998年07月07日 | 二人の女 〜優しい母と冷酷な母、どちらが本当のワタシの母さん？〜               | 『精神鑑定の女』                             | 日暮裕一        | 村田忍     |        |
| 9    | 1999年01月12日 | 沈黙の裁き 〜私が刑務所に送った男が今、私を殺人裁判で告発する〜               | 『沈黙の裁き』                               | 日暮裕一        | 黒沢直輔   | 15.8%  |
| 10   | 7月06日        | 大切な人 〜殺人裁判に巻き込まれた三人の女が死守した三つの愛〜                 | 『時の剣』                                   | 日暮裕一        | 黒沢直輔   | 17.7%  |
| 11   | 11月30日       | 出世払い裁判 〜人生相談の女とジゴロ男の奇妙な愛憎が招いた殺人〜               | 『民法おもしろ事典』                         | 日暮裕一        | 黒沢直輔   | 14.5%  |

- 視聴率はビデオリサーチ調べ、関東地区・世帯